# Verwantschap (biologie)
Verwantschap in de biologie is de mate van afstamming en fylogenetische continuïteit tussen organismen. Aangenomen wordt dat al het hedendaagse leven afstamt van dezelfde voorouder: LUCA. Bloedverwantschap is de relatie tussen twee organismen die een gemeenschappelijke voorouder hebben.

## Morfologische verwantschap
Morfologische(-anatomische) verwantschap wordt ingeschat op grond van overeenkomst in morfologische en anatomische kenmerken. Daarbij wordt gelet op homologe structuren. Deze werkwijze is nog steeds gebruikelijk voor voor onderzoek aan uitgestorven organismen, waarvan geen genetisch materiaal beschikbaar is. 
Homologie is een begrip dat wordt gebruikt voor de vergelijking van morfologisch-anatomische structuren. Structuren worden als homoloog beschouwd als ze niet alleen een overeenkomstige bouw, maar ook een vergelijkbare ontogenie (ontwikkeling) hebben en zich daarbij ontwikkelen op een overeenkomstige plaats in het organisme. De verklaring voor de aanwezigheid van homologe structuren ligt in overeenkomstige genetische eigenschappen en in de evolutionaire afstamming (fylogenie).

## Genetische verwantschap
In steeds grotere mate wordt verwantschap direct ingeschat op grond van genetische overeenkomst. Bij prokaryoten en eukaryoten bestaat het genetische materiaal uit DNA. Ook de niet-levende virussen worden als aan de levende organismen verwant beschouwd op grond van de samenstelling van hun erfelijke materiaal. Bij virussen bestaat het genetische materiaal uit RNA of DNA. Genetische verwantschap bij eukaryoten wordt bepaald op grond van de overeenkomsten in het genetische materiaal in de celkern (het genoom in engere zin), in de mitochondria (het chondroom, mtDNA) en in de plastiden (het plastoom, cpDNA). Het genetische materiaal bepaalt grotendeels de erfelijke eigenschappen en wordt gewoonlijk doorgegeven van het ouder-organisme aan het dochter-organisme. Bij de prokaryoten bevindt het genetische materiaal zich in de cel in de vorm van cirkelvormige chromosomen en los in het plasma als plasmiden. 
Door mutaties in het genetische materiaal ontstaat spontaan genetische variatie in een populatie. Bij ongeslachtelijke voortplanting hebben de nakomelingen dezelfde erfelijke eigenschappen als het individu waarvan zij afstammen. Bij geslachtelijke voortplanting combineren de nakomelingen de erfelijke eigenschappen van de ouders. Hoewel veel mutaties nadelige of neutrale gevolgen heeft voor de nakomelingen, kunnen er ook mutaties voorkomen die de organismen voordeel kunnen opleveren in een populatie, waardoor er meer nakomelingen worden geproduceerd. Dit levert bij de soortvorming adaptaties op.
Tussen twee organismen kan horizontale of laterale genoverdracht optreden, zonder dat er een directe familierelatie is tussen de twee. Bij prokaryoten, met name bij bacteriën, is dit een bekend verschijnsel. Endosymbiose is een andere vorm waarbij niet verwante organismen hun erfelijke eigenschappen samenvoegen. De endosymbiontentheorie verklaart de aanwezigheid van de organellen mitochondria en plastiden in eukaryotische cellen. Verwantschap tussen eukaryotische organismen wordt mede bepaald op grond van de erfelijke eigenschappen van deze organellen.